# Живка Папанчева
Живка Папанчева е българска народна певица. Известна е с изпълнението на песни от Странджанската фолклорна област.

## Биография
Живка Папанчева е родена през 1968 г. в Бургас. Израства в семейство на фолклорни певци и музиканти от Странджанския край. Започва да пее от най-ранно детство и печели редица регионални и национални конкурси. Учи в Музикалното училище „Филип Кутев“ в Котел, където по-късно преподава народно пеене. За Златния фонд на Българското национално радио записва над 30 песни. През 1994 г. в музикалния живот на България стартира проектът „Трио Наздравица“ – Живка Папанчева (вокал), Петьо Костадинов (гайда) и Милен Славов (музикант/композитор/продуцент). Записват два успешни албума – „Полъх от Странджа“ (1994) и „Китка от Странджа“ (1995).
От 1997 г. Живка Папанчева живее със съпруга си, акордеонистът Милен Славов, в Портланд, Орегон, САЩ. Записва там песните „Петър Кулело Дялаше“ и „Ситен Дъжд Вали“. Записва и музика за телевизионни филми и мултимедийни проекти.
През 2002 г. получава награда/стипендия от Комисията по Изкуствата на щата Мисисипи, САЩ по програмата за фолклорно наследство.
Преподава българско народно пеене в Калифорнийския университет в Лос Анджелис, Сан Франциско, Сиатъл, Портланд, в щатите Мисисипи, Индиана и Луизиана.